# Daniel Šarić
Daniel Šarić (Rijeka, 4. kolovoza 1972.), bivši je hrvatski nogometaš. Igrao je na položaju desnog bočnog.

## Klupska karijera
Šarić je profesionalnu karijeru započeo u rodnom gradu, u HNK Rijeci. Godine 1993. prešao je u španjolski Sporting de Gijón, a 1995. vrato se je u Hrvatsku, u zagrebački Dinamo. U redovima modrih proveo je pet godina, prije nego što je 2000. godine potpisao za Panathinaikos. Tri godine kasnije vratio se je u Rijeku u kojoj je 2007. godine i završio profesionalnu karijeru. S Rijekom je osvojio 2 Hrvatska kupa, a s Dinamom 5 naslova prvaka Hrvatske i 3 Hrvatska kupa. Nastupao je i u Ligi prvaka za grčki Panathinaikos, a bio je i članom Sporting Gijona iz španjolske Primere Division. 

## Reprezentativna karijera
Šarić je nastupao i za hrvatsku nogometnu reprezentaciju, za koju je nastupio na 30 utakmica, te je sudjelovao na Svjetskom prvenstvu 2002. godine.

## Priznanja

### Klupska
Dinamo Zagreb
- Prva HNL (5) : 1995./96., 1996./97., 1997./98., 1998./99., 1999./00.
- Hrvatski nogometni kup (3) : 1996., 1997., 1998.

Rijeka
- Hrvatski nogometni kup (2) : 2005., 2006.